# Lista över Englands regenter

Englands riksvapen.

Lista över Englands regenter omfattar de personer, som vid och under någon tid har varit regent av England eller, innan det enade kungariket existerade, innehade någon liknande titel. Den förste person, som antog titeln Rex Anglorum (Engelsmännens konung, engelska King of the English) var Offa av Mercia, men hans maktanspråk dog med honom. Under 800-talet blev kungarna av Wessex, som erövrade Kent och Sussex från Mercia 825, alltmer dominerande över de andra engelska kungadömena. Den oavbrutna listan över Englands regenter börjar traditionellt med Egbert av Wessex 829. Alfred den store och hans son Edvard den äldre använde titeln Anglosaxarnas konung (engelska King of the Anglo-Saxons). Efter att Athelstan hade erövrat Northumbria 927, antog han titeln Rex Anglorum. Från och med Henrik II:s trontillträde 1154 blev titeln Rex Angliae (Kung av England, engelska King of England).
Furstendömet Wales inkorporerades i Kungariket England genom Rhuddlanstadgan 1284 och 1301 tilldelade Edvard I sin äldste son, den blivande Edvard II titeln Prins av Wales (engelska Prince of Wales). Sedan dess har äldste sonen till alla engelska monarker, med undantag av Edvard III burit denna titel. Efter att Elisabet I hade avlidit utan arvinge 1603 enades de engelska och skotska kronorna i personalunion under Jakob VI av Skottland, som blev Jakob I av England. Genom kunglig kungörelse kallade Jakob sig själv Kung av Storbritannien (engelska King of Great Britain), men något sådant kungarike existerade inte förrän 1707, då England genom unionsakterna gick i realunion med Skottland och då bildade Förenade kungariket Storbritannien (engelska United Kingdom of Great Britain). Regenter från och med ingåendet av denna union listas därför på lista över Storbritanniens regenter. De båda romerska kejsarna Marcus Mausaeus Carausius (285–293) och Caius Allectus (293–296), som styrde över den romerska provinsen Britannien, medtas inte i nedanstående lista, eftersom de var pretendenter till den romerska kejsarposten och inte regenter över något engelskt rike.

## Engelska namn
Under tidig medeltid (från omkring 700 till omkring 1100) talades och skrevs fornengelska (engelska "Old English") och regenternas namn var på detta språk. I modern litteratur har namnen oftast moderniserats till modern engelska och återges här på både svenska samt modern och gammal engelska. Namnen på de danska regenterna i början av 1000-talet återges på nutida svenska, engelska och danska. Vid den normandiska erövringen av England 1066 kom regenterna för lång tid framåt att tala och benämnas på medeltida franska. Här återges både de nuvarande svenska, de moderna engelska och moderna franska namnen. Enligt konvention har också sentida regenters namn försvenskats (exempelvis stavas det engelska Edward på svenska med v istället för w, Henry har blivit Henrik, James har blivit Jakob, Charles har blivit Karl etcetera). Här återges de konventionella svenska namnen, men även de nuvarande engelska.

## Ätten Mercia
Enligt vissa källor sägs den förste, som antog titeln Rex Anglorum ha varit Offa 774, som hade varit kung av Mercia sedan 757, men detta baseras på dokument, som troligtvis förfalskades på 900-talet.
Emellertid beskriver sig Offa på några av sina mynt som Of Rx A, som tros stå för Offa Rex Anglorum. Detta hade antagligen vid denna tid en annan betydelse än vad det fick senare, det vill säga kung över anglerna och inte nödvändigtvis över saxarna. Flera tidigare kungar kallas rex anglorum eller någon variant på denna term i överlevande källor: Aldfrith av Northumbria av Aldhelm; Æthelred av Mercia i Felix' Vita sancti Guthlaci (Sankt Guthlacs liv); och Æthelbald av Mercia av Sankt Bonifatius.
| Namn Svenska · Modern engelska · Latin | Bild | Födelse                         | Tillträde | Frånträde   | Död         | Källor |
| -------------------------------------- | ---- | ------------------------------- | --------- | ----------- | ----------- | ------ |
| Offa (Offa · +OFFA•REX+)               |      | Omkring 747 son till Thingfrith | Kung 774  | 29 juli 796 | 29 juli 796 |        |
| Namn Svenska · Modern engelska · Latin | Bild | Födelse                         | Tillträde | Frånträde   | Död         | Källor |

## Ätten Wessex
Den oavbrutna listan inleds traditionellt med Egbert, som var kung av Wessex från 802 och den förste kungen av detta rike, som hade överhöghet över större delen av England. Han besegrade mercerna 825 och blev Bretwalda 829, även om han senare förlorade makten över Mercia. Alfred den store och hans son Edvard den äldre använde titeln "anglosaxarnas konung" (engelska "king of the Anglo-Saxons"). Sedan Æthelstan hade erövrat Northumbria 927 antog han titeln rex Anglorum (engelsmännens konung, engelska King of the English).
Det finns vissa bevis för att Ælfweard av Wessex kan ha varit kung under två veckor 924, mellan sin far Edvard den äldre och sin bror Athelstan, även om han inte kröntes. Detta är dock inte erkänt av alla historiker.
| Namn Svenska · Modern engelska · Fornengelska                                  | Bild | Födelse                                                                                | Tillträde | Frånträde | Död                                                 | Källor               |
| ------------------------------------------------------------------------------ | ---- | -------------------------------------------------------------------------------------- | --- | --- | --------------------------------------------------- | -------------------- |
| Egbert (Egbert · Ecgberht)                                                     |      | Omkring 769 eller 771 son till Ealhmund av Kent                                        | Kung 829 | 4 februari 839 | 4 februari 839                                      | [ 9 ] [ 10 ]         |
| Æthelwulf "Ädel varg" (Ethelwulf · Æþelwulf)                                   |      | Omkring 795 i Aachen i Tyskland son till Egbert av Wessex och Redburga                 | Kung 4 februari eller juli 839 efter Egberts död                                                                    | Avsatt som kung av Wessex av sin son Æthelbald 856 Fortsatt kung av Kent och östligaste delen av Wessex till sin död | 13 januari 858 i Stamridge i Wessex                 | [ 6 ]                |
| Æthelbald "Ädelmodig" (Ethelbald · Æþelbald)                                   |      | Omkring 834 i Wessex son till Æthelwulf av Wessex och Osburga                          | Kung över största delen av Wessex 856 vid Æthelwulfs avsättning Kung av hela Wessex och Kent 858 vid Æthelwulfs död | 20 december 860 i Wessex                                                                                             | 20 december 860 i Wessex                            | [ 11 ]               |
| Æthelberht "Ädel börd" (Ethelberht · Æþelberht)                                |      | Omkring 836 i Wessex son till Æthelwulf av Wessex och Osburga                          | Kung 20 december 860 efter Æthelbalds död                                                                           | Hösten 865 i Sherborne                                                                                               | Hösten 865 i Sherborne                              | [ 6 ]                |
| Æthelred "Ädelt råd" (Ethelred · Æþelræd)                                      |      | Omkring 837 i Wessex son till Æthelwulf av Wessex och Osburga                          | Kung 865 efter Æthelberhts död                                                                                      | 23 april 871 | 23 april 871                                        | [ 6 ]                |
| Alfred den store "Alvråd" (Alfred the Great · Ælfræd)                          |      | Omkring 849 i Wantage i Oxfordshire son till Æthelwulf av Wessex och Osburga           | Kung 24 april 871 efter Æthelreds död                                                                               | 26 oktober 899 i Winchester                                                                                          | 26 oktober 899 i Winchester                         | [ 12 ] [ 13 ] [ 14 ] |
| Edvard den äldre (Edward the Elder · Eadweard se Ieldra)                       |      | Omkring 871 i Wantage i Oxfordshire son till Alfred den store och Ealhswith            | Kung 26 oktober 899 efter Alfred den stores död                                                                     | 17 juli 924 i Farndon i Cheshire                                                                                     | 17 juli 924 i Farndon i Cheshire                    | [ 15 ] [ 16 ] [ 17 ] |
| Ethelweard "Ädel väktare" (Ælfweard [Alvväktare])                              |      | 904 i Wessex son till Edvard den äldre och Elfleda                                     | Kung 17 juli 924 vid Edvard den äldres död                                                                          | 2 augusti 924 i Oxford                                                                                               | 2 augusti 924 i Oxford                              |                      |
| Æthelstan den ärorike "Ädel sten" (Athelstan the Glorious · Æþelstan/Æðelstan) |      | Omkring 895 i Wessex son till Edvard den äldre och Ecgwynn                             | Kung 2 eller 3 augusti 924 efter Ethelweards död                                                                    | 27 oktober 939 | 27 oktober 939                                      | [ 18 ]               |
| Edmund den magnifike (Edmund the Magnificent · Eadmund)                        |      | Omkring 921 i Wessex son till Edvard den äldre och Eadgifu av Kent                     | Kung 27 oktober 939 efter Æthelstan den ärorikes död                                                                | 26 maj 946 mördad i Pucklechurch                                                                                     | 26 maj 946 mördad i Pucklechurch                    | [ 19 ] [ 20 ]        |
| Edred (Eadred · Eadred)                                                        |      | Omkring 923 i Wessex son till Edvard den äldre och Eadgifu av Kent                     | Kung 26 maj 946 efter mordet på Edmund den magnifike                                                                | 23 november 955 i Frome i Somerset                                                                                   | 23 november 955 i Frome i Somerset                  | [ 21 ] [ 22 ]        |
| Edwy den rättvise (Eadwig the Fair · Eadwig)                                   |      | Omkring 940 eller 941 i Wessex son till Edmund den magnifike och Elgiva av Shaftesbury | Kung 23 november 955 efter Edreds död                                                                               | 1 oktober 959 i Gloucester                                                                                           | 1 oktober 959 i Gloucester                          | [ 23 ] [ 24 ]        |
| Edgar den fredlige (Edgar the Peaceful · Eadgar)                               |      | Omkring 7 augusti 943 i Wessex son till Edmund den magnifike och Elgiva av Shaftesbury | Kung 1 oktober 959 efter Edwys död                                                                                  | 8 juli 975 i Winchester                                                                                              | 8 juli 975 i Winchester                             | [ 25 ] [ 26 ]        |
| Edvard Martyren (Edward the Martyr · Eadweard)                                 |      | Omkring 962 son till Edgar den fredlige och Ethelfleda                                 | Kung 8 juli 975 efter Edgar den fredliges död                                                                       | 18 mars 978 mördad på slottet Corfe Castle i Dorset                                                                  | 18 mars 978 mördad på slottet Corfe Castle i Dorset | [ 27 ]               |
| Ethelred den villrådige (Ethelred the Unready · Æþelræd Unræd)                 |      | Omkring 968 son till Edgar den fredlige och Elfrida                                    | Kung 18 mars 978 efter mordet på Edvard Martyren                                                                    | Sommaren 1013 avsatt och tvingad i exil av den danske kungen Sven Tveskägg                                           |                                                     | [ 28 ] [ 29 ] [ 30 ] |
| Namn Svenska · Modern engelska · Fornengelska                                  | Bild | Födelse                                                                                | Tillträde | Frånträde | Död                                                 | Källor               |

## Knytlingaätten
Efter den danska invasionen 1013 hamnade England under danskt styre under och efter Ethelred den villrådiges regeringstid.
| Namn Svenska · Modern engelska · Danska         | Bild | Födelse                                                   | Tillträde                                                       | Frånträde                      | Död                            | Källor               |
| ----------------------------------------------- | ---- | --------------------------------------------------------- | --------------------------------------------------------------- | ------------------------------ | ------------------------------ | -------------------- |
| Sven Tveskägg (Sweyn Forkbeard · Svend Tveskæg) |      | Omkring 960 son till Harald Blåtand och Gyrid Olofsdotter | Kung 25 december 1013 efter en framgångsrik invasion av England | 3 februari 1014 i Gainsborough | 3 februari 1014 i Gainsborough | [ 31 ] [ 32 ] [ 33 ] |
| Namn Svenska · Modern engelska · Danska         | Bild | Födelse                                                   | Tillträde                                                       | Frånträde                      | Död                            | Källor               |

## Ätten Wessex (återinsatt första gången)
Efter Sven Tveskäggs död återvände Ethelred den villrådige från sin exil och utropades på nytt till kung den 3 februari 1014. Hans son efterträdde honom, efter att ha blivit vald till kung av Londons innevånare och en del av Witan, trots pågående danska försök att återta kronan från västsaxarna.
| Namn Svenska · Modern engelska · Fornengelska                  | Bild | Födelse                                                                    | Tillträde                                           | Frånträde                 | Död                       | Källor        |
| -------------------------------------------------------------- | ---- | -------------------------------------------------------------------------- | --------------------------------------------------- | ------------------------- | ------------------------- | ------------- |
| Ethelred den villrådige (Ethelred the Unready · Æþelræd Unræd) |      |                                                                            | Kung 3 februari 1014 vid Sven Tveskäggs död         | 23 april 1016 i London    | 23 april 1016 i London    | [ 28 ] [ 29 ] |
| Edmund Järnsida (Edmund Ironside · Eadmund Isen-Healf)         |      | Omkring 988 eller 993 son till Ethelred den villrådige och Aelgifu av York | Kung 23 april 1016 vid Ethelred den villrådiges död | 30 november 1016 i Oxford | 30 november 1016 i Oxford | [ 35 ] [ 36 ] |
| Namn Svenska · Modern engelska · Fornengelska                  | Bild | Födelse                                                                    | Tillträde                                           | Frånträde                 | Död                       | Källor        |

## Knytlingaätten (återinsatt)
Efter det avgörande slaget vid Ashingdon den 18 oktober 1016 skrev kung Edmund under ett fördrag med Knut, i vilket den senare skulle styra över hela England förutom Wessex. Vid Edmunds död den 30 november tog Knut över styret över hela England.
| Namn Svenska · Modern engelska · Danska            | Bild | Födelse                                                                            | Tillträde                                                                                              | Frånträde                        | Död                              | Källor        |
| -------------------------------------------------- | ---- | ---------------------------------------------------------------------------------- | --- | -------------------------------- | -------------------------------- | ------------- |
| Knut den store (Canute the Great · Knud den store) |      | Omkring 995 son till Sven Tveskägg och Sigrid Storråda                             | Kung 30 november 1016 vid Edmund Järnsidas död                                                         | 12 november 1035 i Shaftesbury   | 12 november 1035 i Shaftesbury   | [ 38 ] [ 39 ] |
| Harald Harfot (Harold Harefoot · Harald Harefod)   |      | Någon gång mellan 1015 och 1017 son till Knut den store och Aelgifu av Northampton | Kung över England norr om Themsen 12 november 1035 vid Knut den stores död Kung över hela England 1037 | 17 mars 1040 i Oxford            | 17 mars 1040 i Oxford            | [ 40 ] [ 41 ] |
| Hardeknut (Harthacnut · Hardeknud)                 |      | 1018 i England son till Knut den store och Emma av Normandie                       | Kung 17 mars 1040 vid Harald Harfots död                                                               | 8 juni 1042 i Lambeth vid London | 8 juni 1042 i Lambeth vid London | [ 42 ] [ 41 ] |
| Namn Svenska · Modern engelska · Danska            | Bild | Födelse                                                                            | Tillträde                                                                                              | Frånträde                        | Död                              | Källor        |

## Ätten Wessex (återinsatt andra gången)
Sedan Hardeknut hade dött följde ett kortvarigt saxiskt återtag av kronan mellan 1042 och 1066. Efter det i brittisk historia mycket avgörande slaget vid Hastings blev Vilhelm II av Normandie kung av England.
| Namn Svenska · Modern engelska · Fornengelska                    | Bild | Födelse                                                                                   | Tillträde                                                                         | Frånträde                                                            | Död                                          | Källor        |
| ---------------------------------------------------------------- | ---- | ----------------------------------------------------------------------------------------- | --------------------------------------------------------------------------------- | -------------------------------------------------------------------- | -------------------------------------------- | ------------- |
| Edvard Bekännaren (Edward the Confessor · Eadweard se Andettere) |      | Omkring 1003 i Islip i Oxfordshire son till Ethelred den villrådige och Emma av Normandie | Kung 8 juni 1042 vid Hardeknuts död                                               | 5 januari 1066 i London                                              | 5 januari 1066 i London                      | [ 43 ]        |
| Harald Godwinson (Harold Godwinson · Harold Godwines sunu)       |      | Omkring 1022 i Wessex son till earlen Godwin av Wessex och Gytha Thorkelsdóttir           | Kung 5 januari 1066 vid Edvard Bekännarens död                                    | 14 oktober 1066 stupad i slaget vid Hastings                         | 14 oktober 1066 stupad i slaget vid Hastings | [ 43 ]        |
| Edgar den fredlöse (Edgar the Atheling · Edgar Æþeling)          |      | Omkring 1053 i Ungern son till Edvard Landsflyktingen och Agatha                          | Utropad till kung 15 oktober 1066 efter Harald Godwinsons död (dock aldrig krönt) | 10 december 1066 avsade sig tronen till förmån för Vilhelm Erövraren | cirka 1126                                   | [ 44 ] [ 45 ] |
| Namn Svenska · Modern engelska · Fornengelska                    | Bild | Födelse                                                                                   | Tillträde                                                                         | Frånträde                                                            | Död                                          | Källor        |

## Normandiska ätten
Hertig Vilhelm II av Normandie, som var vasall till kungen av Frankrike och kusinbarn till Edvard bekännaren, invaderade och erövrade England 1066 och gjorde då flytten av den engelska huvudstaden från Winchester till London permanent. Efter Harald Godwinsons död i det avgörande slaget vid Hastings den 14 oktober, valde den anglosaxiska witan Edgar den fredlöse till kung i Haralds ställe, men han lyckades inte motstå invasionen och kröntes aldrig. Vilhelm kröntes till kung av England på juldagen (25 december) 1066 och är idag känd som Vilhelm Erövraren, Vilhelm oäktingen eller Vilhelm I.
Det var från och med Vilhelm och hans ättlingar, som de engelska regenterna antog ordningsnummer efter franskt maner, men den tidigare traditionen att särskilja monarkerna med smeknamn dog inte ut på grund av detta.
| Namn Svenska · Engelska · Franska | Bild | Födelse                                                                                        | Tillträde                                                                 | Frånträde                                                                               | Död                                                                                     | Källor        |
| --- | ---- | ---------------------------------------------------------------------------------------------- | ------------------------------------------------------------------------- | --------------------------------------------------------------------------------------- | --------------------------------------------------------------------------------------- | ------------- |
| Vilhelm I (Erövraren) Vilhelm oäktingen (William I / William the Conqueror / William the Bastard · Guillaume le conquérant / Guillaum le bâtard) |      | Omkring 1027 eller 1028 på slottet i Falaise son till hertig Robert I av Normandie och Herleva | Kung 25 december 1066 efter att Edgar den fredlöse hade avsagt sig tronen | 9 september 1087 i Rouen, efter att ha skadat sig på sin sadel, när hans häst snubblade | 9 september 1087 i Rouen, efter att ha skadat sig på sin sadel, när hans häst snubblade | [ 46 ]        |
| Vilhelm II (Rufus) (William Rufus · Guillaume le roux)                                                                                           |      | Omkring 1056 eller 1060 i Normandie son till Vilhelm Erövraren och Matilda av Flandern         | Kung 9 september 1087 vid Vilhelm Erövrarens död                          | 2 augusti 1100 dödad av ett pilskott i New Forest under oklara omständigheter           | 2 augusti 1100 dödad av ett pilskott i New Forest under oklara omständigheter           | [ 46 ]        |
| Henrik I (Beauclerc) (Henry Beauclerc · Henri Beauclerc)                                                                                         |      | September 1068 eller 1069 i Selby son till Vilhelm Erövraren och Matilda av Flandern           | Utropad till kung 5 augusti 1100 efter Vilhelm II:s död                   | 1 december 1135 på slottet i Lyons-la-Forêt (Saint-Denis-en-Lyons)                      | 1 december 1135 på slottet i Lyons-la-Forêt (Saint-Denis-en-Lyons)                      | [ 47 ]        |
| Stefan av Blois (Stephen of Blois · Étienne de Blois)                                                                                            |      | Omkring 1092, 1096 eller 1097 i Blois son till greve Stefan II av Blois och Adela av Normandie | Kung 22 december 1135 efter Henrik I:s död                                | 25 oktober 1154 på slottet i Dover                                                      | 25 oktober 1154 på slottet i Dover                                                      | [ 48 ] [ 47 ] |
| Namn Svenska · Engelska · Franska | Bild | Födelse                                                                                        | Tillträde                                                                 | Frånträde                                                                               | Död                                                                                     | Källor        |

Omstridd pretendent
Kejsarinnan Matilda utnämndes till tronföljare av sin far Henrik I och erkändes som sådan av baronerna. Vid Henriks död tog dock Matildas kusin Stefan av Blois makten. Därpå följde den engelska anarkin och Matilda var de facto-härskare under några månader 1141, men hon kröntes aldrig och medtas sällan på listor över Englands regenter. Titeln kejsarinna kommer sig av att hon i sitt första äktenskap var gift med den tysk-romerske kejsaren Henrik V.
| Namn Svenska · Engelska · Franska                            | Bild | Födelse                                                                        | Tillträde | Frånträde       | Död                                           | Källor        |
| ------------------------------------------------------------ | ---- | ------------------------------------------------------------------------------ | --- | --------------- | --------------------------------------------- | ------------- |
| Kejsarinnan Matilda (Empress Matilda · Mathilde l'emperesse) |      | 7 februari 1102 i Sutton Courtenay dotter till Henrik I och Edith av Skottland | Utropad till regerande drottning 7 april 1141 i opposition mot Stefan av Blois och ej erkänd överallt i riket | 1 november 1141 | 10 september 1167 i Notre Dame du Pré i Rouen | [ 49 ] [ 50 ] |
| Namn Svenska · Engelska · Franska                            | Bild | Födelse                                                                        | Tillträde | Frånträde       | Död                                           | Källor        |

## Ätten Plantagenet
I november 1153 slöt Stefan och Matilda fördraget i Wallingford, där Stefan erkände Matildas son Henrik som sin tronarvinge, sedan hans egen son hade dött.
Hellre än att styra bland normanderna styrde ätten Plantagenet från Akvitanien – ett område som övertogs genom Henrik II:s äktenskap med Eleonora av Akvitanien – och såg inte England som sitt främsta hem förrän de flesta av deras franska besittningar hade gått förlorade under kung Johan. Denna långlivade dynasti delas vanligtvis in i tre ätter: Angevinerna, Lancasterätten och Yorkätten.
Ätten Plantagenet utformade Englands kungliga vapensköld, som vanligtvis visade andra kungariken, som de eller deras ättlingar hade erövrat eller hävdade anspråk på, men utan att Irland under lång tid fanns representerat.
| Namn Svenska · Engelska · Franska                                     | Bild | Födelse                                                                                   | Tillträde                                     | Frånträde                                                                                                 | Död | Källor |
| --------------------------------------------------------------------- | ---- | ----------------------------------------------------------------------------------------- | --------------------------------------------- | --- | --- | ------ |
| Henrik II (Henry Curtmantle · Henri Court-manteau)                    |      | 5 mars 1133 i Le Mans son till greve Gottfrid V av Anjou och kejsarinnan Matilda          | Kung 25 oktober 1154 vid Stefan av Blois' död | 6 juli 1189 i Chinon                                                                                      | 6 juli 1189 i Chinon                                                                                      | [ 51 ] |
| Henrik den yngre (Henry the Young King · Henri le jeune roi)          |      | 28 februari 1155 son till Henrik II och Eleonora av Akvitanien                            | Samregent med sin far 14 juni 1170            | 11 juni 1183 i Martel i Limoges                                                                           | 11 juni 1183 i Martel i Limoges                                                                           |        |
| Rikard I (Lejonhjärta) (Richard the Lionheart · Richard Cœur de Lion) |      | 8 september 1157 på slottet Beaumont Palace son till Henrik II och Eleonora av Akvitanien | Kung 6 juli 1189 vid Henrik II:s död          | 6 april 1199 i Château de Châlus-Chabrol av ett pilskottssår, som blev infekterat                         | 6 april 1199 i Château de Châlus-Chabrol av ett pilskottssår, som blev infekterat                         | [ 51 ] |
| Johan utan land (John Lackland · Jean sans terre)                     |      | 24 december 1166 på slottet Beaumont Palace son till Henrik II och Eleonora av Akvitanien | Kung 6 april 1199 vid Rikard Lejonhjärtas död | 19 oktober 1216 i Newark-on-Trent antagligen av att ha förätit sig på persikor och druckit för mycket vin | 19 oktober 1216 i Newark-on-Trent antagligen av att ha förätit sig på persikor och druckit för mycket vin | [ 52 ] |
| Namn Svenska · Engelska · Franska                                     | Bild | Födelse                                                                                   | Tillträde                                     | Frånträde                                                                                                 | Död | Källor |

Omstridd pretendent
Ludvig VIII av Frankrike styrde kortvarigt över halva England från 1216 till 1217 i slutet av det första baronkriget mot kung Johan. När han med sina trupper marscherade in i London mottogs han öppet av de upproriska baronerna och Londons innevånare och utropades (men kröntes inte) till kung i Sankt Pauls-katedralen. Många adelsmän, inklusive Alexander II av Skottland för sina engelska besittningar, samlades för att hylla honom. När han undertecknade fördraget i Lambeth 1217 erkände Ludvig emellertid att han aldrig hade varit legitim härskare över England.
| Namn Svenska · Engelska · Franska               | Bild | Födelse                                                                                | Tillträde | Frånträde         | Död                           | Källor |
| ----------------------------------------------- | ---- | -------------------------------------------------------------------------------------- | --- | ----------------- | ----------------------------- | ------ |
| Ludvig Lejonet (Louis the Lion · Louis le lion) |      | 5 september 1187 i Paris son till Filip II August av Frankrike och Isabella av Hainaut | Erkänd som kung av baronerna och Londons innevånare 21 maj 1216 i opposition mot kung Johan och därefter mot Henrik III | 22 september 1217 | 8 november 1226 i Montpensier |        |
| Namn Svenska · Engelska · Franska               | Bild | Födelse                                                                                | Tillträde | Frånträde         | Död                           | Källor |

| Namn Svenska · Engelska            | Bild | Födelse                                                                                        | Tillträde                                       | Frånträde                                      | Död                                                               | Källor        |
| ---------------------------------- | ---- | ---------------------------------------------------------------------------------------------- | ----------------------------------------------- | ---------------------------------------------- | ----------------------------------------------------------------- | ------------- |
| Henrik III (Henry of Winchester)   |      | 1 oktober 1207 på slottet Winchester Castle son till Johan utan land och Isabella av Angoulême | Kung 19 oktober 1216 vid Johan utan lands död   | 16 november 1272 i Westminsterpalatset         | 16 november 1272 i Westminsterpalatset                            | [ 53 ]        |
| Edvard I (Edward [the] Longshanks) |      | 17 juni 1239 i Westminsterpalatset son till Henrik III och Eleonora av Provence                | Kung 16 november 1272 vid Henrik III:s död      | 7 juli 1307 i Burgh by Sands                   | 7 juli 1307 i Burgh by Sands                                      | [ 54 ]        |
| Edvard II (Edward II)              |      | 25 april 1284 på slottet Caernarfon Castle i Wales son till Edvard I och Eleonora av Kastilien | Kung 7 juli 1307 vid Edvard I:s död             | 24 januari 1327 avsatt av parlamentet          | 21 september 1327 mördad genom tortyr på slottet Berkeley Castle  | [ 55 ] [ 56 ] |
| Edvard III (Edward III)            |      | 13 november 1312 på slottet Windsor Castle son till Edvard II och Isabella av Frankrike        | Kung 25 januari 1327 vid Edvard II:s avsättning | 21 juni 1377 på slottet Sheen Palace           | 21 juni 1377 på slottet Sheen Palace                              | [ 57 ]        |
| Rikard II (Richard II)             |      | 6 januari 1367 i Bordeaux son till Edvard III:s son Edvard och Johanna av Kent                 | Kung 21 juni 1377 vid Edvard III:s död          | 30 september 1399 avsatt av Henrik Bolingbroke | 14 februari 1400 på slottet Pontefract Castle troligtvis av svält | [ 58 ]        |
| Namn Svenska · Engelska            | Bild | Födelse                                                                                        | Tillträde                                       | Frånträde                                      | Död                                                               | Källor        |

### Ätten Lancaster
Denna ätt härstammade från Edvard III:s tredje överlevande son Johan av Gent.
| Namn Svenska · Engelska            | Bild | Födelse                                                                                    | Tillträde                                         | Frånträde                                                                     | Död                                                                           | Källor        |
| ---------------------------------- | ---- | ------------------------------------------------------------------------------------------ | ------------------------------------------------- | ----------------------------------------------------------------------------- | ----------------------------------------------------------------------------- | ------------- |
| Henrik IV (Henry [of] Bolingbroke) |      | 3 april 1367 på slottet Bolingbroke Castle son till Johan av Gent och Blanche av Lancaster | Kung 30 september 1399 vid Rikard II:s avsättning | 20 mars 1413 i kyrkan Westminster Abbey av sjukdom                            | 20 mars 1413 i kyrkan Westminster Abbey av sjukdom                            | [ 59 ] [ 60 ] |
| Henrik V (Henry V)                 |      | 16 september 1386 på slottet Monmouth Castle son till Henrik IV och Mary de Bohun          | Kung 20 mars 1413 vid Henrik IV:s död             | 31 augusti 1422 på slottet i Vincennes utanför Paris i Frankrike av dysenteri | 31 augusti 1422 på slottet i Vincennes utanför Paris i Frankrike av dysenteri | [ 59 ] [ 61 ] |
| Henrik VI (Henry VI)               |      | 6 december 1421 på slottet Windsor Castle son till Henrik V och Katarina av Valois         | Kung 31 augusti 1422 vid Henrik V:s död           | 4 mars 1461 avsatt av Edvard IV                                               |                                                                               | [ 62 ]        |
| Namn Svenska · Engelska            | Bild | Födelse                                                                                    | Tillträde                                         | Frånträde                                                                     | Död                                                                           | Källor        |

### Ätten York
Ätten York härstammade från Edvard III:s fjärde överlevande son Edmund av Langley, 1:e hertig of York. Under rosornas krig (1455–1485) växlade troninnehavet mellan de rivaliserande ätterna Lancaster och York.
| Namn Svenska · Engelska | Bild | Födelse                                                                 | Tillträde                                   | Frånträde                          | Död | Källor |
| ----------------------- | ---- | ----------------------------------------------------------------------- | ------------------------------------------- | ---------------------------------- | --- | ------ |
| Edvard IV (Edward IV)   |      | 28 april 1442 i Rouen son till hertig Rikard av York och Cecily Neville | Kung 4 mars 1461 vid Henrik VI:s avsättning | 3 oktober 1470 avsatt av Henrik VI |     | [ 63 ] |
| Namn Svenska · Engelska | Bild | Födelse                                                                 | Tillträde                                   | Frånträde                          | Död | Källor |

### Ätten Lancaster (återinsatt)
| Namn Svenska · Engelska | Bild | Födelse | Tillträde                                         | Frånträde                              | Död                                                                | Källor |
| ----------------------- | ---- | ------- | ------------------------------------------------- | -------------------------------------- | ------------------------------------------------------------------ | ------ |
| Henrik VI (Henry VI)    |      |         | Kung 30 oktober 1470 efter Edvard IV:s avsättning | 11 april 1471 åter avsatt av Edvard IV | 21 maj 1471 mördad i Towern i London troligen på Edvard IV:s order | [ 62 ] |
| Namn Svenska · Engelska | Bild | Födelse | Tillträde                                         | Frånträde                              | Död                                                                | Källor |

### Ätten York (återinsatt)
| Namn Svenska · Engelska  | Bild | Födelse                                                                                         | Tillträde                                     | Frånträde                                          | Död                                                              | Källor |
| ------------------------ | ---- | ----------------------------------------------------------------------------------------------- | --------------------------------------------- | -------------------------------------------------- | ---------------------------------------------------------------- | ------ |
| Edvard IV (Edward IV)    |      |                                                                                                 | Kung 11 april 1471 vid Henrik VI:s avsättning | 9 april 1483 på slottet Westminster Palace         | 9 april 1483 på slottet Westminster Palace                       | [ 63 ] |
| Edvard V (Edward V)      |      | 2 november 1470 i Westminster son till Edvard IV och Elisabet Woodville                         | Kung 9 april 1483 vid Edvard IV:s död         | 25 juni 1483 avsatt av Rikard III                  | 6 juli eller oktober 1483 troligen mördad av Rikard III i Towern | [ 64 ] |
| Rikard III (Richard III) |      | 2 oktober 1452 på slottet Fotheringhay Castle son till hertig Rikard av York och Cecily Neville | Kung 25 juni 1483 vid Edvard V:s avsättning   | 22 augusti 1485 stupad i slaget vid Bosworth Field | 22 augusti 1485 stupad i slaget vid Bosworth Field               | [ 65 ] |
| Namn Svenska · Engelska  | Bild | Födelse                                                                                         | Tillträde                                     | Frånträde                                          | Död                                                              | Källor |

## Ätten Tudor
Ätten Tudor härstammade på mödernet från John Beaufort, som var en av Johan av Gents illegitima söner (Johan var i sin tur Edvard III:s tredje överlevande son) med dennes långvariga älskarinna Katherine Swynford. De som enbart var ättlingar till engelska monarker genom illegitima barn kunde vanligtvis inte hävda några tronanspråk, men situationen komplicerades av att Johan och Katherine gifte sig 1396 (25 år efter John Beauforts födelse). Efter detta äktenskap förklarade kyrkan Johans och Katherines barn retroaktivt legitima genom en påvlig bulla samma år (även erkänt genom en av parlamentet stiftad lag 1397). Sedermera erkände också Johans legitime son, kung Henrik IV, också de övriga barnens legitimitet, men förklarade dem också oberättigade att någonsin ärva tronen. Emellertid höll sig barnen och deras ättlingar (ätten Beaufort) nära allierade med Johans andra ättlingar, ätten Lancaster.
John Beauforts barnbarn Lady Margaret Beaufort gifte sig med Edmund Tudor. Denne var son till den walesiske hovmannen Owain Tewdr (anglicerat till "Owen Tudor") och Katarina av Valois, som i sin tur var änka efter den lancastriske kung Henrik V. Edmund Tudor och hans syskon var antingen illegitima eller födda inom ett hemligt äktenskap och var för sitt väl och ve beroende av sin halvbror kung Henrik VI:s godtycke. När ätten Lancaster förlorade makten tog ätten Tudor över. Edmund Tudors son blev kung under namnet Henrik VII efter att han hade besegrat Rikard III i slaget vid Bosworth Field 1485, vilket gjorde slut på rosornas krig.
I och med brytningen mellan Henrik VIII och den romersk-katolska kyrkan blev monarken de anglikanska och irländska kyrkornas överhuvud. Elisabet I:s titel blev Anglikanska kyrkans överguvernör (engelska Supreme Governor of the Church of England).
| Namn Svenska · Engelska  | Bild | Födelse                                                                                | Tillträde                                  | Frånträde                                          | Död                                                | Källor |
| ------------------------ | ---- | -------------------------------------------------------------------------------------- | ------------------------------------------ | -------------------------------------------------- | -------------------------------------------------- | ------ |
| Henrik VII (Henry VII)   |      | 28 januari 1457 på slottet Pembroke Castle son till Edmund Tudor och Margaret Beaufort | Kung 22 augusti 1485 vid Rikard III:s död  | 21 april 1509 på slottet Richmond Palace           | 21 april 1509 på slottet Richmond Palace           | [ 66 ] |
| Henrik VIII (Henry VIII) |      | 28 juni 1491 på slottet Greenwich Palace son till Henrik VII och Elizabeth av York     | Kung 21 april 1509 vid Henrik VII:s död    | 28 januari 1547 på slottet Whitehall Palace        | 28 januari 1547 på slottet Whitehall Palace        | [ 67 ] |
| Edvard VI (Edward VI)    |      | 12 oktober 1537 på slottet Hampton Court Palace son till Henrik VIII och Jane Seymour  | Kung 28 januari 1547 vid Henrik VIII:s död | 6 juli 1553 på slottet Greenwich Palace av sjukdom | 6 juli 1553 på slottet Greenwich Palace av sjukdom | [ 68 ] |
| Namn Svenska · Engelska  | Bild | Födelse                                                                                | Tillträde                                  | Frånträde                                          | Död                                                | Källor |

Omstridd pretendent
Edvard VI utnämnde Lady Jane Grey till sin tronföljare. Fyra dagar efter hans död den 6 juli 1553 utropades Jane till regerande drottning. Nio dagar efter utnämningen, den 19 juli, bytte det kungliga rådet (engelska the Privy Council) sida och utropade Edvard VI:s katolska halvsyster Maria till drottning istället. Jane avrättades 1554, vid 16 års ålder. Få historiker anser henne ha varit legitim som monark.
| Namn Svenska · Engelska                                                | Bild | Födelse                                                                                              | Tillträde                                                           | Frånträde                             | Död                                                   | Källor |
| ---------------------------------------------------------------------- | ---- | --- | ------------------------------------------------------------------- | ------------------------------------- | ----------------------------------------------------- | ------ |
| Jane Grey "Niodagarsdrottningen" (Lady Jane Grey, the Nine Days Queen) |      | Oktober 1537 på slottet i Bradgate Park dotter till hertig Henry Grey av Suffolk och Frances Brandon | Utropad till regerande drottning 10 juli 1553 efter Edvard VI:s död | 19 juli 1553 avsatt av kungliga rådet | 12 februari 1554 avrättad genom halshuggning i Towern | [ 69 ] |
| Namn Svenska · Engelska                                                | Bild | Födelse                                                                                              | Tillträde                                                           | Frånträde                             | Död                                                   | Källor |

| Namn Svenska · Engelska                      | Bild | Födelse                                                                                            | Tillträde                                                               | Frånträde                                                                                         | Död                                                                                               | Källor |
| -------------------------------------------- | ---- | -------------------------------------------------------------------------------------------------- | ----------------------------------------------------------------------- | ------------------------------------------------------------------------------------------------- | ------------------------------------------------------------------------------------------------- | ------ |
| Maria I (den blodiga) (Mary I / Bloody Mary) |      | 18 februari 1516 på slottet Greenwich Palace dotter till Henrik VIII och Katarina av Aragonien     | Utropad till regerande drottning 19 juli 1553 vid Jane Greys avsättning | 17 november 1558 på slottet St. James's Palace möjligen av en äggstockscysta eller livmodercancer | 17 november 1558 på slottet St. James's Palace möjligen av en äggstockscysta eller livmodercancer | [ 68 ] |
| Filip (Philip)                               |      | 21 maj 1527 i Valladolid i Spanien son till tysk-romerske kejsaren Karl V och Isabella av Portugal | "Kung" 25 juli 1554                                                     | 17 november 1558 vid Maria I:s död                                                                | 13 september 1598 i Escorial i Spanien                                                            | [ 70 ] |
| Namn Svenska · Engelska                      | Bild | Födelse                                                                                            | Tillträde                                                               | Frånträde                                                                                         | Död                                                                                               | Källor |

Enligt villkoren för äktenskapet mellan Filip I av Neapel (Filip II av Spanien från och med 15 januari 1556) och drottning Maria I, skulle Marias titlar och privilegier även tillfalla Filip så länge äktenskapet varade. Alla officiella dokument, inklusive lagar stiftade av parlamentet, skulle dateras med bådas namn och parlamentet skulle sammankallas under det gemensamma parets auktoritet. En parlamentslag gav honom titeln kung och sade att han "skall bistå hennes höghet ... i den lyckliga administrationen av hennes nåds land och områden" (engelska "shall aid her Highness ... in the happy administration of her Grace’s realms and dominions") (även om lagen på andra ställen angav, att Maria skulle vara "ensam drottning"). Oavsett skulle Filip samregera med sin gemål. Eftersom Englands nye kung inte kunde läsa engelska, beordrades det att en not över alla statsärenden skulle upprättas på latin eller spanska. Mynt präglades med både Marias och Filips ansikte och Englands riksvapen (se bild till höger) sammansattes med Filips för att visa på deras samregering. Lagar, som gjorde det till högförräderi att förneka Filips kungliga auktoritet instiftades i England och Irland. 1555 utfärdade påven Paulus IV en bulla där Filip och Maria erkändes som rättmätig kung respektive drottning av Irland.
| Namn Svenska · Engelska                                         | Bild | Födelse                                                                              | Tillträde                                              | Frånträde                               | Död                                     | Källor |
| --------------------------------------------------------------- | ---- | ------------------------------------------------------------------------------------ | ------------------------------------------------------ | --------------------------------------- | --------------------------------------- | ------ |
| Elisabet I "Jungfrudrottningen" (Elizabeth I, the Virgin Queen) |      | 7 september 1533 på slottet Greenwich Palace dotter till Henrik VIII och Anne Boleyn | Regerande drottning 17 november 1558 vid Maria I:s död | 24 mars 1603 på slottet Richmond Palace | 24 mars 1603 på slottet Richmond Palace | [ 68 ] |
| Namn Svenska · Engelska                                         | Bild | Födelse                                                                              | Tillträde                                              | Frånträde                               | Död                                     | Källor |

## Ätten Stuart
Efter Elisabet I:s död utan arvinge 1603 efterträddes hon av den skotske kungen Jakob VI, som blev Jakob I genom kronornas förening. Jakob härstammade från ätten Tudor genom sin farmors mor Margaret Tudor, som var äldsta dotter till Henrik VII. 1604 antog han titeln kung av Storbritannien, men de två parlamenten (det engelska och det skotska) förblev separata.
| Namn Svenska · Engelska                                   | Bild | Födelse                                                                             | Tillträde                              | Frånträde                                                               | Död                                                                     | Källor |
| --------------------------------------------------------- | ---- | ----------------------------------------------------------------------------------- | -------------------------------------- | ----------------------------------------------------------------------- | ----------------------------------------------------------------------- | ------ |
| Jakob I "Fredsmakarkungen" (James I, the Peacemaker King) |      | 19 juni 1566 på slottet Edinburgh Castle son till Henry och Maria Stuart            | Kung 24 mars 1603 vid Elisabet I:s död | 27 mars 1625 på slottet Theobalds House                                 | 27 mars 1625 på slottet Theobalds House                                 | [ 79 ] |
| Karl I (Charles I)                                        |      | 19 november 1600 på slottet Dunfermline Palace son till Jakob I och Anne av Danmark | Kung 27 mars 1625 vid Jakob I:s död    | 30 januari 1649 avrättad genom halshuggning på slottet Whitehall Palace | 30 januari 1649 avrättad genom halshuggning på slottet Whitehall Palace | [ 80 ] |
| Namn Svenska · Engelska                                   | Bild | Födelse                                                                             | Tillträde                              | Frånträde                                                               | Död                                                                     | Källor |

## Samväldet
Det fanns ingen regerande monark mellan Karl I:s avrättning 1649 och Karl II:s återinsättning 1660. Istället hade följande personer från 1653 makten under titeln Lordprotektor, under perioden som kallas Protektoratet.
| Namn Svenska · Engelska                              | Bild | Födelse                                                                       | Tillträde                                               | Frånträde                                                  | Död                          | Källor        |
| ---------------------------------------------------- | ---- | ----------------------------------------------------------------------------- | ------------------------------------------------------- | ---------------------------------------------------------- | ---------------------------- | ------------- |
| Oliver Cromwell (Oliver Cromwell, Old Ironsides)     |      | 25 april 1599 i Huntingdon son till sir Robert Cromwell och Elizabeth Steward | Lordprotektor 16 december 1653                          | 3 september 1658 i Whitehall                               | 3 september 1658 i Whitehall | [ 81 ] [ 82 ] |
| Richard Cromwell (Richard Cromwell, Tumbledown Dick) |      | 4 oktober 1626 i Huntingdon son till Oliver Cromwell och Elizabeth Bourchie   | Lordprotektor 3 september 1658 vid Oliver Cromwells död | 25 maj 1659 abdikerad efter påtryckningar från parlamentet | 12 juli 1712 i Cheshunt      | [ 83 ] [ 84 ] |
| Namn Svenska · Engelska                              | Bild | Födelse                                                                       | Tillträde                                               | Frånträde                                                  | Död                          | Källor        |

## Ätten Stuart (återinsatt)
Trots att monarkin återupprättades 1660 visade det sig att någon stabil uppgörelse inte var möjlig innan den ärorika revolutionen 1688, då parlamentet slutligen erhöll rätten att utse vem man ville till monark.
| Namn Svenska · Engelska                                          | Bild | Födelse | Tillträde | Frånträde                                                                        | Död                                                  | Källor        |
| ---------------------------------------------------------------- | ---- | --- | --- | -------------------------------------------------------------------------------- | ---------------------------------------------------- | ------------- |
| Karl II (Charles II, the Merrie Monarch)                         |      | 29 maj 1630 på slottet St. James's Palace son till Karl I och Henrietta Maria av Frankrike                         | Erkänd som kung av rojalister 30 januari 1649 vid Karl I:s avrättning Kung 29 maj 1660 vid den engelska restaurationen | 6 februari 1685 på slottet Whitehall Palace                                      | 6 februari 1685 på slottet Whitehall Palace          | [ 85 ] [ 86 ] |
| Jakob II (James II)                                              |      | 14 oktober 1633 på slottet St. James's Palace son till Karl I och Henrietta Maria av Frankrike                     | Kung 6 februari 1685 vid Karl II:s död                                                                                 | 23 december 1688 avsatt under den ärorika revolutionen                           | 16 september 1701 på slottet i Saint-Germain-en-Laye | [ 87 ]        |
| Maria II (Mary II)                                               |      | 30 april 1662 på slottet St. James's Palace dotter till Jakob II och Anne Hyde                                     | Regerande drottning och samregent med sin make Vilhelm III 13 februari 1689 efter Jakob II:s avsättning                | 28 december 1694 på slottet Kensington Palace                                    | 28 december 1694 på slottet Kensington Palace        | [ 87 ]        |
| Vilhelm III Vilhelm av Oranien (William III / William of Orange) |      | 4 november 1650 i Haag i Nederländerna son till ståthållaren Vilhelm II av Oranien och prinsessan Maria av Oranien | Kung och samregent med sin maka Maria II 13 februari 1689 efter Jakob II:s avsättning                                  | 8 mars 1702 på slottet Kensington Palace                                         | 8 mars 1702 på slottet Kensington Palace             | [ 88 ] [ 89 ] |
| Anna (Anne)                                                      |      | 6 februari 1665 på slottet St. James's Palace dotter till Jakob II och Anne Hyde                                   | Regerande drottning 8 mars 1702 vid Vilhelm III:s död                                                                  | 1 maj 1707 då hon istället officiellt blev regerande drottning av Storbritannien | 1 augusti 1714 på slottet Kensington Palace          | [ 90 ] [ 91 ] |
| Namn Svenska · Engelska                                          | Bild | Födelse | Tillträde | Frånträde                                                                        | Död                                                  | Källor        |

## Unionsakterna
Unionsakterna var ett par parlamentsakter som antogs under 1706 och 1707 av de engelska och skotska parlamenten för att verkställa villkoren i unionsfördraget som hade beslutats den 22 juli 1706, efter förhandlingar mellan kommissionärer, som representerade de båda ländernas parlament. Akterna förenade Kungariket England och Kungariket Skottland (tidigare två olika stater, med separata lagstiftande församlingar, men med samma monark) till ett land med namnet Kungariket Storbritannien.
De två länderna hade haft samma regent i ungefär 100 år (sedan Föreningen av kronorna 1603, när kung Jakob VI av Skottland ärvde den engelska tronen från sin fränka, drottning Elisabet I). Även om föreningen beskrivs som en "förening av kronor" var det fram till 1707 emellertid två separata kronor på samma huvud. Det hade gjorts tre försök 1606, 1667 och 1689 att förena de båda länderna genom parlamentsakter, men det var inte förrän under det tidiga 1700-talet, som tanken hade båda de politiska enheternas stöd, även om det var av ganska olika orsaker.

## Titlar
Standardtiteln för alla monarker från Alfred den store i slutet av 800-talet till kung Johan i början av 1200-talet var Rex Anglorum (Engelsmännens konung, engelska King of the English). Dessutom antog många av de förnormandiska anglosaxiska kungarna andra titlar enligt följande:
- Alfred den store: Rex Angulsaxonum (Anglosaxarnas konung, engelska King of the Anglosaxons) och Rex Anglorum et Saxonum (Anglernas och saxarnas konung, engelska King of the Angles and Saxons)
- Æthelstan den ärorike: Rex Anglorum per omnipatrantis dexteram totius Bryttaniæ regni solio sublimatus
- Edmund den magnifike: Rex Britanniae och Rex Anglorum caeterarumque gentium gobernator et rector
- Edred: Regis qui regimina regnorum Angulsaxna, Norþhymbra, Paganorum, Brettonumque
- Edwy den rättvise: Rex nutu Dei Angulsæxna et Northanhumbrorum imperator paganorum gubernator Breotonumque propugnator
- Edgar den fredlige: Totius Albionis finitimorumque regum basileus
- Knut den store: Rex Anglorum totiusque Brittannice orbis gubernator et rector och Brytannie totius Anglorum monarchus

Under den normandiska perioden förblev Rex Anglorum standard, men tidvis användes också Rex Anglie (Kung av England, engelska King of England). Kejsarinnan Matilda kallade sig själv Domina Anglorum (Engelsmännens fru, engelska Lady of the English).
Från kung Johans tid och framåt avskaffades alla titlar till förmån för Rex Anglie, eller Regina Anglie (Drottning av England, engelska Queen of England) för kvinnor.
1604 antog Jakob I, som hade ärvt den engelska tronen året innan, titeln (numera vanligtvis skriven på engelska snarare än latin) Kung av Storbritannien (engelska King of Great Britain). De engelska och skotska parlamenten erkände dock inte denna titel innan Unionsakterna 1707 under drottning Anna (som naturligtvis var Drottning av Storbritannien snarare än kung).